# Nima Nakisa
Nima Nakisa (n. Teherán. Irán, 1 de mayo de 1975) es un exfutbolista iraní, que jugaba de portero y militó en diversos clubes de Irán, Albania y Grecia.

## Selección nacional
Con la Selección de fútbol de Irán, Nakisa disputó 13 partidos internacionales.
Llegó a participar con la selección en una edición de la Copa del Mundo, en Francia 1998. En dicho certamen, Nakisa jugó un partido, el primero de la fase de grupos, contra la Selección de RF Yugoslavia, que los iraníes perdieron por 0-1.
Irán quedó eliminada en la primera fase de la cita.

### Participaciones en Copas del Mundo
| Mundial                        | Sede    | Resultado    |
| ------------------------------ | ------- | ------------ |
| Copa Mundial de Fútbol de 1998 | Francia | Primera Fase |

## Clubes
| Club                     | País    | Año         |
| ------------------------ | ------- | ----------- |
| Persépolis               | Irán    | 1994 - 1996 |
| Payam Mashhad FC         | Irán    | 1996 - 1997 |
| Persépolis               | Irán    | 1997 - 1999 |
| Flamurtari Vlorë         | Albania | 1999        |
| Kavala                   | Grecia  | 1999 - 2000 |
| Bargh Shiraz             | Irán    | 2000 - 2002 |
| PAS Teherán              | Irán    | 2002 - 2006 |
| Esteghlal Jonoub Teherán | Irán    | 2006 - 2007 |
| Esteghlal Ahvaz          | Irán    | 2007        |

## Vida personal
Nakisa tiene experiencia en la música, ya que sabe tocar el piano. Además, lanzó un álbum de música en 2005, 2 años antes de su retiro del fútbol.